# سلام منفصل

السلام المنفصل هو اتفاق أمة على وقف الأعمال العدائية العسكرية مع دولة أخرى على الرغم من أن الدولة السابقة قد دخلت في السابق في تحالف عسكري مع دول أخرى لا تزال في حالة حرب مع الدولة الأخيرة. على سبيل المثال، في بداية الحرب العالمية الأولى، كانت روسيا عضوًا، مثل المملكة المتحدة وفرنسا، في الوفاق الثلاثي، الذي خاض حربًا مع قوى المركز التي شكلتها ألمانيا والنمسا والمجر والإمبراطورية العثمانية وبلغاريا. بعد سقوط القيصر الروسي نيكولاس الثاني وصعودالبلاشفة إلى السلطة، عجزت روسيا عن الوفاء بالتزاماتها تجاه الوفاق الثلاثي من خلال توقيع سلام منفصل مع ألمانيا وحلفائها في عام 1917. أعقب هذه الهدنة في 3 مارس 1918 التوقيع الرسمي على معاهدة بريست ليتوفسك.
خلال الحرب العالمية الثانية، من عام 1941، عندما دخل السوفييت في تحالف مع البريطانيين والأمريكيين، حتى نهاية الحرب في عام 1945، اشتبه الطرفان في أن الطرف الآخر يسعى إلى سلام منفصل مع ألمانيا النازية على الرغم من أن ذلك لم يحدث.
مثال مهم سابق هو الحرب الفرنسية الهولندية عام 1672، التي دخلت فيها فرنسا وإنجلترا معًا، لكن الإنجليز انسحبوا من جانب واحد بسلام منفصل، معاهدة وستمنستر 1674.

## الالتزامات القانونية بعدم إبرام سلام منفصل
من المعتاد في حالات الحرب التي يشنها العديد من الحلفاء إبرام اتفاق أو إعلان من قبل جميع المتحاربين في نفس الجانب بعدم إبرام سلام منفصل مع المعسكر المعارض. تم تضمين مثال على هذا التعهد في معاهدة التحالف المبرمة بين الولايات البابوية، دوقية بورغوندي وجمهورية البندقية، المبرمة في روما في 19 أكتوبر 1463. تعهد الطرفان بشن حملة صليبية ضد الأتراك والامتناع عن صنع السلام مع السلطان دون موافقة الأطراف الثلاثة.  كان هذا هو الحال خلال الحرب العالمية الأولى والحرب العالمية الثانية.

صدر إعلان بهذا المعنى في 4 سبتمبر 1914 من قبل الحكومات البريطانية والفرنسية والروسية، والذي نص عليه بإيجاز
تنخرط الحكومات البريطانية والفرنسية والروسية بشكل متبادل في عدم إبرام السلام بشكل منفصل خلال الحرب الحالية. تتفق الحكومات الثلاث على أنه عندما يتم مناقشة شروط السلام، لن يطالب أي من الحلفاء بشروط السلام دون الاتفاق المسبق مع كل من الحلفاء الآخرين. 
انضمت الحكومة اليابانية إلى هذا الإعلان في 19 أكتوبر 1915. 
في 30 نوفمبر 1915، أصدرت نفس الحكومات الأربع، التي انضمت إليها الآن الحكومة الإيطالية، إعلانًا مشتركًا مشابهًا بشأن تجنب السلام المنفصل. 
كما تم الالتزام بالامتناع عن السلام المنفصل خلال الحرب العالمية الثانية في كلا المعسكرين. ألزم الاتفاق الثلاثي بين الحكومات الألمانية والإيطالية واليابانية الدول الثلاث بمواصلة الحرب معًا. فيما يتعلق بمعسكر الحلفاء، ورد هذا الالتزام في إعلان الأمم المتحدة في 1 يناير 1942.
نشأ التزام مماثل داخل جامعة الدول العربية في سياق الصراع العربي الإسرائيلي بعدم التوصل إلى أي معاهدة سلام منفصلة مع الحكومة الإسرائيلية، من أجل ضمان أن الترتيب الجماعي سيأخذ في الاعتبار مصالح جميع الدول العربية بالإضافة إلى الفلسطينيين. تصرفت الحكومة المصرية في عهد أنور السادات على عكس تلك القاعدة عندما قررت إبرام معاهدة سلام منفصلة في عام 1979.